# England Women’s Tri-Nation Series 2018
Die England Women’s Tri-Nation Series 2018 war ein Drei-Nationen-Turnier, das vom 20. Juni bis zum 1. Juli 2018 in England im WTwenty20-Cricket ausgetragen wurde. Bei dem zur internationalen Cricket-Saison 2018 gehörenden Turnier nahmen neben dem Gastgeber die Mannschaften aus Neuseeland und Südafrika teil. England konnte sich im Finale mit 7 Wickets gegen Neuseeland durchsetzen.

## Vorgeschichte
England und Südafrika spielten zuvor eine Tour gegeneinander, Neuseeland eine Tour in Irland.

## Format
In einer Vorrunde spielte jede Mannschaft gegen jede zwei Mal. Für einen Sieg gibt es zwei, für ein Unentschieden oder No Result 1 Punkt. Die beiden besten Mannschaften spielten im Finale den Sieger des Turniers aus.

## Stadien
Die folgenden Stadien wurden für das Turnier ausgewählt.
| Stadion               | Stadt      | Kapazität | Spiele         |
| --------------------- | ---------- | --------- | -------------- |
| Bristol County Ground | Bristol    | 17.500    | 5. & 6. Spiel  |
| County Ground         | Chelmsford | 6.500     | Finale         |
| County Ground         | Taunton    | 8.500     | 1. – 4. Spiel; |

## Kaderlisten
England benannte seinen Kader am 19. Juni 2018.
| WTwenty20 | WTwenty20 | WTwenty20 | WTwenty20 |
| England | Neuseeland | Südafrika |           |
| --- | --- | --- | --------- |
| - Heather Knight (K) - Tammy Beaumont - Katherine Brunt - Sophie Ecclestone - Georgia Elwiss - Jenny Gunn - Danielle Hazell - Amy Jones (wk) - Laura Marsh - Anya Shrubsole - Nat Sciver - Sarah Taylor (wk) - Danni Wyatt - Natasha Farrant - Katie George - Lauren Winfield | - Suzie Bates (K) - Bernadine Bezuidenhout - Sophie Devine - Kate Ebrahim - Maddy Green - Holly Huddleston - Hayley Jensen - Leigh Kasperek - Amelia Kerr - Katey Martin - Anna Peterson - Hannah Rowe - Amy Satterthwaite - Lea Tahuhu - Jess Watkin | - Dane van Niekerk (K) - Tazmin Brits - Shabnim Ismail - Marizanne Kapp - Ayabonga Khaka - Masabata Klaas - Stacy Lackay - Lizelle Lee (wk) - Suné Luus - Zintle Mali - Raisibe Ntozakhe - Mignon du Preez - Andrie Steyn - Chloe Tryon - Laura Wolvaardt |           |

## Spiele

### Vorrunde
Tabelle
| Teams      | Sp. | S | N | U | R | NR | Punkte | NRR    |
| ---------- | --- | - | - | - | - | -- | ------ | ------ |
| England    | 4   | 3 | 1 | 0 | 0 | 0  | 6      | +2.571 |
| Neuseeland | 4   | 2 | 2 | 0 | 0 | 0  | 4      | +0.238 |
| Südafrika  | 4   | 1 | 3 | 0 | 0 | 0  | 2      | –2.855 |

Sieg: 2 Punkte; Remis: 1 Punkte
Spiele
| 20. Juni Scorecard | Taunton | Neuseeland 216-1 (20)          | – | Südafrika 150-6 (20) |
|                    |         | Neuseeland gewinnt mit 66 Runs |   |                      |

Südafrika gewann den Münzwurf und entschied sich als Feldmannschaft zu beginnen. Als Spielerin des Spiels wurde Suzie Bates ausgezeichnet.
| 20. Juni Scorecard | Taunton | England 250-3 (20)           | – | Südafrika 129-6 (20) |
|                    |         | England gewinnt mit 121 Runs |   |                      |

England gewann den Münzwurf und entschied sich als Schlagmannschaft zu beginnen. Als Spielerin des Spiels wurde Tammy Beaumont ausgezeichnet.
| 23. Juni Scorecard | Taunton | England 160-5 (20)              | – | Südafrika 166-4 (19.3) |
|                    |         | Südafrika gewinnt mit 6 Wickets |   |                        |

England gewann den Münzwurf und entschied sich als Schlagmannschaft zu beginnen. Als Spielerin des Spiels wurde Suné Luus ausgezeichnet.
| 23. Juni Scorecard | Taunton | England 172-8 (20)          | – | Neuseeland 118 (18.3) |
|                    |         | England gewinnt mit 54 Runs |   |                       |

England gewann den Münzwurf und entschied sich als Schlagmannschaft zu beginnen. Als Spielerin des Spiels wurde Sophie Ecclestone ausgezeichnet.
| 28. Juni Scorecard | Bristol | Südafrika 148-6 (20)             | – | Neuseeland 151-2 (15.2) |
|                    |         | Neuseeland gewinnt mit 8 Wickets |   |                         |

Südafrika gewann den Münzwurf und entschied sich als Schlagmannschaft zu beginnen. Als Spielerin des Spiels wurde Sophie Devine ausgezeichnet.
| 28. Februar Scorecard | Bristol | Neuseeland 129 (18.1)         | – | England 130-3 (15.5) |
|                       |         | England gewinnt mit 7 Wickets |   |                      |

Neuseeland gewann den Münzwurf und entschied sich als Schlagmannschaft zu beginnen. Als Spielerin des Spiels wurde Anya Shrubsole ausgezeichnet.

### Finale
| 1. Juli Scorecard | Chelmsford | Neuseeland 137-9 (20)         | – | England 141-3 (17.1) |
|                   |            | England gewinnt mit 7 Wickets |   |                      |

Neuseeland gewann den Münzwurf und entschied sich als Schlagmannschaft zu beginnen. Als Spielerin des Spiels wurde Katherine Brunt ausgezeichnet.

## Statistiken
Die folgenden Cricketstatistiken wurden bei dieser Tour erzielt.
| Tests             | Tests      | Tests   | Tests   | Tests   | Tests   | Tests   | Tests   | Tests   |
| Batting           | Batting    | Batting | Batting | Batting | Batting | Batting | Batting | Batting |
| Spieler           | Mannschaft | Spiele  | Innings | Runs    | Average | HS      | 100s    | 50s     |
| ----------------- | ---------- | ------- | ------- | ------- | ------- | ------- | ------- | ------- |
| Tammy Beaumont    | England    | 5       | 5       | 256     | 51,20   | 116     | 1       | 1       |
| Suzie Bates       | Neuseeland | 5       | 5       | 240     | 60,00   | 124*    | 1       | 1       |
| Sophie Devine     | Neuseeland | 5       | 5       | 237     | 59,25   | 73      | 0       | 3       |
| Dane van Niekerk  | Südafrika  | 4       | 4       | 180     | 45,00   | 72      | 0       | 2       |
| Natalie Sciver    | England    | 5       | 5       | 168     | 56,00   | 59      | 0       | 1       |
| Bowling           |            |         |         |         |         |         |         |         |
| Spieler           | Mannschaft | Spiele  | Overs   | Wickets | Average | BBI     | 5W      | 10W     |
| Sophie Ecclestone | England    | 5       | 19.0    | 10      | 13,40   | 4/18    | 0       | 0       |
| Anya Shrubsole    | England    | 5       | 17.1    | 6       | 15,50   | 3/16    | 0       | 0       |
| Katherine Sciver  | England    | 5       | 16.3    | 6       | 17,50   | 2/18    | 0       | 0       |
| Danielle Hazell   | England    | 5       | 19.0    | 6       | 22,00   | 2/20    | 0       | 0       |
| Hayley Jensen     | Neuseeland | 5       | 17.0    | 6       | 22,83   | 3/28    | 0       | 0       |